# Kamarýtové z Rovin
Kamarýt z Rovin je jméno několika osobností ze stejnojmenné pražské patricijské rodiny.

## Osobnosti
- Václav Kamarýt z Rovin († 16.1.1593) byl bohatý a vzdělaný pražský měšťan, který zastával různé funkce ve vedení města.[3] Nakonec se stal královským rychtářem (prokurátorem) v Novém Městě Pražském.[1][2][4] [5][6][7]
- Syn Václava Kamarýta  Jan Václav Kamarýt z Rovin (†1578) byl bakalářem svobodných umění, písařem radním Menšího Města Pražského a přítelem Prokopa Lupáče z Hlaváčova.[1]
- Václav Kamarýt z Rovin mladší (†1593) byl mistrem svobodných umění a doktorem práv. V roce 1562 byl radním u apelačního soudu. V roce 1588 se zasloužil o stavbu školy u sv. Jindřicha v Praze.[1]
- Šimon (Simeon) Kamarýt z Rovin, se v roce 1585 připomíná jako úředník osady sv. Jindřicha[1] a zástupce Nového Města Pražského na Českém sněmu.[8][9]
- Jan Kamarýt z Rovin byl v roce 1613 pražským městským soudním písařem. Dle Ottova slovníku naučného se provinil tím, že: „ lid obecný pobouřil prohlašováním usnesení direktorů na radnici novoměstské a po čas vzpoury proti císaři a králi Ferdinandovi II. potřebovati se dal. Byv proto odsouzen hrdla, cti i statkův, cís. resolucí r. 1621 při hrdle zůstaven jest a toliko k vězení do roka odsouzen byl. Dům jeho na Koňském trhu byl r. 1622 od král. komory ujat a potom z milosti jemu a jeho manželce ponechán".[1]

## Erb
Václav Kamarýt z Rovin získal  od krále Ferdinanda I. dne 24.4.1557 erb (modrý štít, v kterém obrněné rameno drží hada) a predikát „z Rovin“.

## Pamětihodnosti
- U jihozápadního rohu jednoho z nejstarších kostelů v Praze - kostela sv. Petra je za železným plotem pískovcový náhrobek dětí z rodiny Václava Kamarýta z Rovin, z roku 1559.[1][6]
- V kostele sv. Jindřicha  je náhrobní kámen z roku 1591 se jménem jednoho ze členů této rodiny.[1]